# Hemerocampa povera
Hemerocampa povera är en fjärilsart som beskrevs av William Schaus 1910. Hemerocampa povera ingår i släktet Hemerocampa och familjen tofsspinnare. Inga underarter finns listade i Catalogue of Life.